# Haze (jeu vidéo)
Pour les articles homonymes, voir Haze.
Haze est un jeu vidéo de type FPS développé par Free Radical Design et édité par Ubisoft, sorti en 2008 sur PlayStation 3.

## Synopsis
« 2048, les gouvernements délèguent désormais toutes les opérations militaires à des Corporations Militaires Privées (CMP), dont le leader mondial est Mantel Global Industries. Leurs soldats utilisent les dernières technologies, mais également le Nectar, un médicament qui démultiplie leurs performances.
Vous venez de rejoindre Mantel et votre premier combat vous mène dans un pays déchiré par la guerre, où vous devrez combattre The Promised Hand, une faction rebelle. Rien de surprenant au premier abord, mais les événements prennent rapidement une étrange tournure… » (extrait du dossier de presse)

## Le Nectar
L’originalité du jeu réside dans l’utilisation du Nectar, en effet les soldats de la Mantel utilisent  ce produit pour décupler leurs capacités: aller plus vite, tirer plus précisément, être plus fort. Par exemple, avec le Nectar, il est plus facile de détecter des ennemis dans une végétation dense car ils sont repérables par un halo lumineux.
Si le joueur abuse du nectar, une sorte d’overdose aux conséquences désastreuses se déclenche, sa vision va se troubler et il devient impossible de distinguer ses coéquipiers. Dans cette situation si le joueur vise un autre personnage, ami ou ennemi, son arme fait feu automatiquement. L’overdose de nectar peut aussi arriver à l’un de vos coéquipiers, le joueur doit alors décider de l’éliminer ou de se cacher durant la durée de l’effet (Cf cette vidéo).

## Mode coopératif
Aux Ubidays les développeurs ont révélé que le jeu serait entièrement jouable en Coopération (deux sur la même console ou jusqu’à quatre joueurs en ligne). Lors des démonstrations, on pouvait voir quatre développeurs jouer en co-op, y compris lors d’une phase en véhicule dans une sorte de Buggy.

## Développement
Le studio Free Radical Design est surtout connu pour les jeux TimeSplitters, considérés comme les meilleurs FPS sortis sur PlayStation 2.
Annoncé lors de l'E3 2006, le jeu a été présenté à la presse aux Ubidays en mai 2007 à Paris.

## Musique
Le célèbre groupe de néo-métal KoRn a écrit une chanson pour le jeu qui s'intitule également Haze.

## Accueil
Les critiques à l'égard de Haze sont très nettement négatives. Annoncé comme l'un des principaux titres de la PlayStation 3, le jeu ne parvient pas à tenir ses promesses et s'avère être une importante déception. Gamekult, qui lui décerne la note de 4/10, dénonce notamment une histoire bâclée et une progression linéaire. Jeuxvideo.com révèle également un moteur graphique et une intelligence artificielle décevante, et lui attribue la note de 9/20 .

## Anecdote
L'acteur français Alban Lenoir, surtout connu comme cascadeur à l'époque, était l'un des interprètes sur la capture de mouvement du jeu.